# Speedcubing

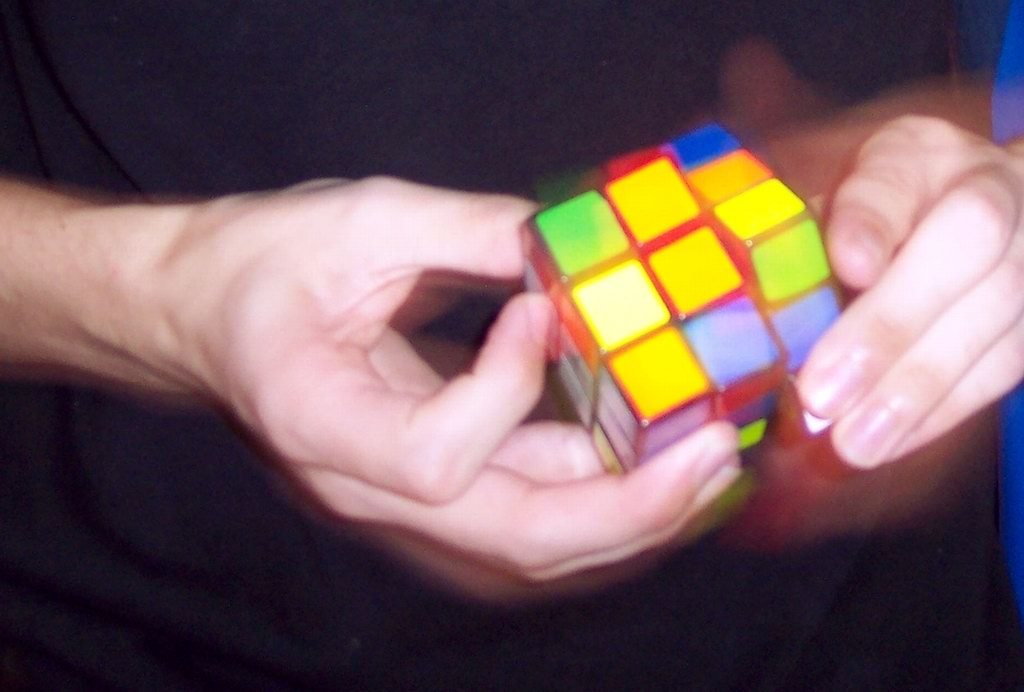
Het oplossen van Rubiks kubus

Speedcubing is de kunst van het zo snel mogelijk oplossen van Rubiks kubus. Oplossen betekent hier het terugbrengen in de originele staat van zes gekleurde vlakken. Een Rubiks kubus is verkrijgbaar in variaties van 2×2×2, 3×3×3, 4×4×4, en 5×5×5 blokjes. Puzzelontwerpers proberen voortdurend met nieuwe vormen van permutatiepuzzels te komen. Er worden ook wedstrijden gehouden door puzzelaars die het wereldrecord willen halen. Het huidige wereld record is 3,08 seconden en staat op naam van de Chinees Yiheng Wang.

## Geschiedenis
De Rubiks kubus is in 1974 uitgevonden door de Hongaarse professor architectuur Ernő Rubik. De internationale interesse in de kubus begon in 1980 en duurde tot ongeveer 1983. Op 5 juni 1982 werden de eerste wereldkampioenschappen gehouden in Boedapest. Na 1983 verdween de interesse. Met de komst van het internet, waardoor de kubus internationaal verkrijgbaar werd, kreeg speedcubing een nieuw leven. De term speedcubing ontstond in 1999, verzonnen door grondleggers van de huidige generatie speedcubers Ron van Bruchem, Chris Hardwick en Dan Knight. Vanaf 2003 worden er verschillende nationale en internationale kampioenschappen georganiseerd.

## Kubusvariaties
De verschillende variaties van de kubus worden als volgt onderscheiden:
- 2×2×2 - Rubiks minikubus, of Pocket Cube
- 3×3×3 - Rubiks kubus
- 4×4×4 - Rubik's Revenge
- 5×5×5 - Professor's Cube
- 6×6×6
- 7×7×7

De kubus kan met verschillende methoden worden opgelost, die echter niet alle geschikt zijn voor speedcubing. Een van de meest gebruikte en gerespecteerde methoden is de CFOP (Cross, F2L, OLL, PLL) methode die veelal de Fridrichmethode wordt genoemd, Jessica Fridrich was de eerste die een dergelijke methode op internet publiceerde en daarmee als tweede eindigde in de tweede internationale kubuskampioenschappen van 2003.

## Kampioenschappen
Officiële kampioenschappen worden momenteel gehouden in diverse categorieën:
- 3×3×3 kubus
- 3×3×3 met 1 hand (ook wel OH)
- 3×3×3 geblinddoekt (ook wel 3BLD)
- 3×3×3 meerdere kubussen geblinddoekt (ook wel Multi-Blind)
- 3×3×3 met zo min mogelijk draaien (ook wel FMC)
- 4×4×4 kubus
- 5×5×5 kubus
- 6×6×6 kubus
- 7×7×7 kubus
- 4×4×4 geblinddoekt (ook wel 4BLD)
- 5×5×5 geblinddoekt (ook wel 5BLD)
- 2×2×2 kubus
- Rubik's Clock
- Pyraminx
- Megaminx
- Square-1
- Skewb

Bij officiële kampioenschappen die door WCA worden georganiseerd, wordt de StackMat gebruikt om de tijd te meten.

## Termen
Hier volgt een aantal veelgebruikte termen in de speedcubinggroep. Deze groep ('community') is opgezet door Chris Hardwick en Ron van Bruchem. De groep communiceert voornamelijk via een internetforum en de speedcubing-website (zie onderaan).
Draaieen kwartdraai of halve draai van een van de zes gekleurde vlakken
Algoritmevoorgedefinieerde opeenvolging van draaien om van een bepaalde situatie naar een andere situatie te komen
F2Lfirst two layers (eerste twee lagen) Let op! Met F2L wordt alleen de lagen zelf bedoeld, deze term wordt vaak verward met de term Fridrichmethode. F2L refereert niet aan deze methode, alhoewel nieuwelingen vaak deze fout maken.
LLlast layer (laatste laag)
X-lookhet aantal algoritmes nodig om de laatste laag op te lossen, bijvoorbeeld 4-look
Prime/Invertedeen draai tegen de klok in, bijvoorbeeld R Prime/Inverted (of R-, R', R−1)
MethodeEen manier van oplossen dat bestaat uit een stappenplan waarbij meestal algoritmes worden gebruikt.
Blokje/Cubieeen van de 20 uitneembare kleine kubusvormige onderdelen
Randblokje/Edgeeen van de 12 middenblokjes aan de rand, deze zitten tussen twee hoekblokjes in.
Hoekblokje/Cornereen van de 8 hoekblokjes
Midden/Centereen van de zes middenblokken van de kubusvlakken. De middenblokken bewegen nooit ten opzichte van elkaar.
OriënterenDe blokjes (in de laatste laag) met de goede kleur naar boven draaien.
Permuterenhet verwisselen van 3 of meer blokjes (bijvoorbeeld de 5-cycle roteert vijf blokjes bijvoorbeeld: 1-2, 2-3, 3-4, 4-5, 5-1)
OLLOrient Last Layer (oriënteren van de laatste laag)
PLLPermute Last Layer (permuteren van de laatste laag)
PBPersonal Best (persoonlijke recordtijd voor het oplossen van de kubus)
PRPersonal Record (persoonlijke recordtijd voor het oplossen van een kubus op een competitie)
WRWorld Record (officieel wereldrecord, momenteel 3,47s door Yusheng Du (杜宇生) )
UWRUnofficial World Record (onofficieel wereldrecord, momenteel 2,83 seconden)